# Roser Bru
Roser Bru Llop (sinh ngày 15 tháng 2 năm 1923) là họa sĩ và thợ khắc người Chile gốc Tây Ban Nha gắn liền với phong trào nghệ thuật tân tượng hình.

## Tiểu sử

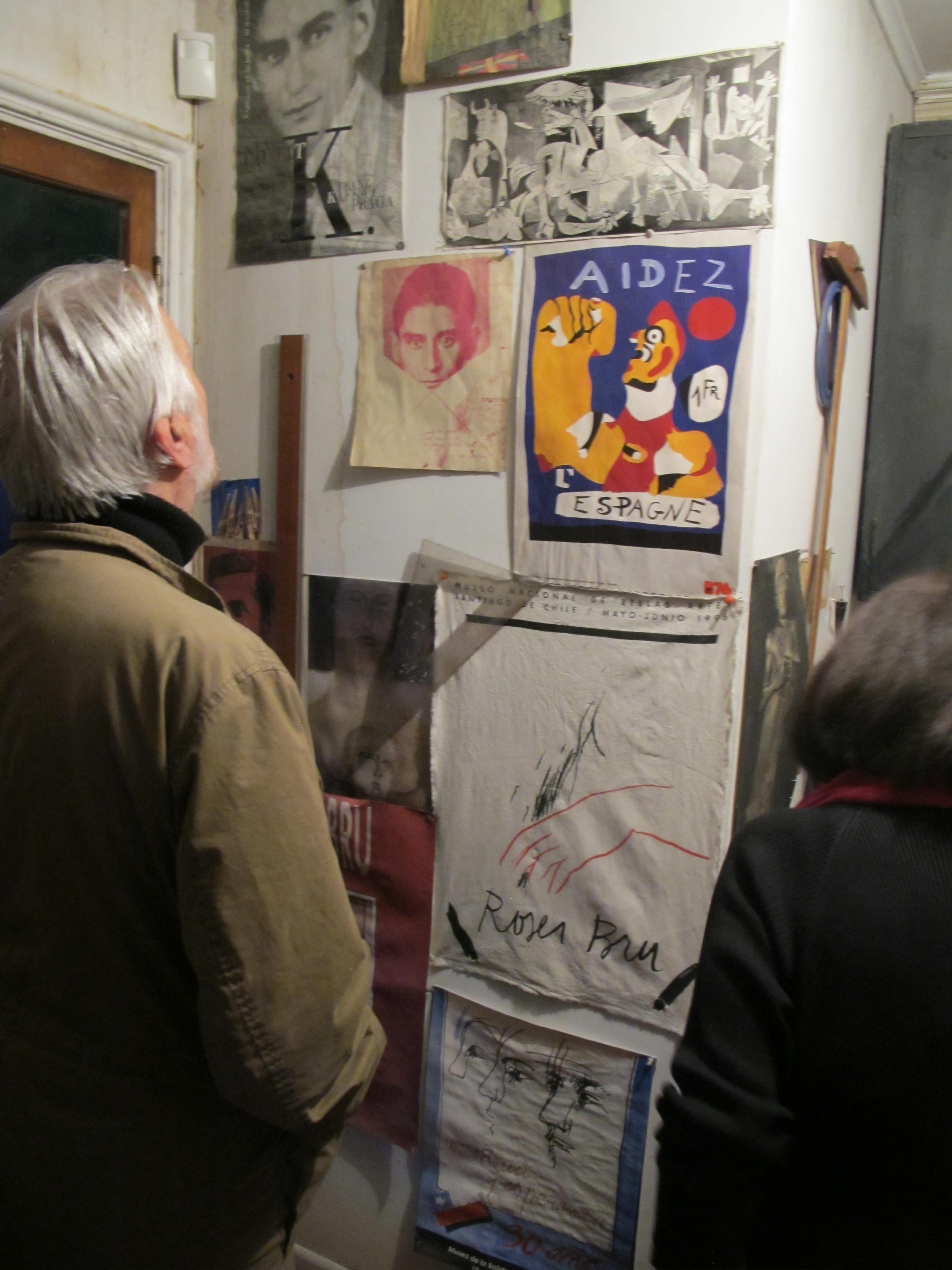
Roser Bru cùng vớiọa sĩ người Tây Ban Nha Javier de Villota năm 2013

Roser Bru sinh năm 1923 tại Barcelona. Năm 1924, gia đình bà sống lưu vong ở Paris, Pháp, lánh nạn chế độ độc tài Miguel Primo de Rivera. Bốn năm sau, họ trở về quê hương và tại đó Bru học trường Montessori. Năm 1931, bà theo học tại Instituto-Escuela de la Generalidad. Sau Nội chiến Tây Ban Nha, năm 1939, bà chuyển đến Pháp sinh sống. Trên con tàu SS Winnipeg, bà bắt đầu cuộc sống mới của mình ở Chile. Bà đến Valparaíso ngày 3 tháng 9 năm 1939.
Từ năm 1939 đến 1942, bà học ngành hội họa tại Trường Mỹ thuật thuộc Đại học Chile. Bà là học sinh của Pablo Burchard và Israel Roa. Năm 1947, bà gia nhập Nhóm sinh viên theo lĩnh vực nghệ thuật tạo hình cùng với các nghệ sĩ José Balmes, Gracia Barrios và Guillermo Núñez. Năm 1957, bà bắt đầu nghiên cứu cách chạm khắc tại xưởng Taller 99, do Nemeio Antúnez làm giám đốc.
Roser Bru tổ chức triển lãm ở nhiều quốc gia Mỹ Latinh, và ở Tây Ban Nha. Một số tác phẩm được trưng bày trong Bảo tàng Nghệ thuật Hiện đại ở New York, Bảo tàng Brooklyn, Bảo tàng Nghệ thuật Đương đại Santiago, Bảo tàng Nghệ thuật Hiện đại Chiloé, Bảo tàng Mỹ thuật Quốc gia Chile, Museo de la Solidaridad Salvador Allende, Bảo tàng Lịch sử Quốc gia, Bảo tàng Nghệ thuật Metropolitan, Bảo tàng Nghệ thuật Hiện đại ở Rio de Janeiro,Staatliche Museen ở Berlin, và nhiều bảo tàng khác.

## Công nhận
Năm 1995, vua Juan Carlos I của Tây Ban Nha phong bà là Tư lệnh Dòng Công giáo Isabella.
Năm 2000, bà nhận giải thưởng Altazor Nghệ thuật Quốc gia trong hạng mục Vẽ tranh cho tác phẩm Enseñanzas de Goya. Năm 2013, bà tiếp tục giành được hạng mục tương tự cho tác phẩm Vivir en obra. Năm 2004, bà nhận một đề cử trong hạng mục Khắc và Vẽ cho tác phẩm Un symunto de sus 34 Grabados en su cumpleaños número ochenta. Năm 2005, bà được đề cử trong hạng mục cùng tên cho tác phẩm Obra en exposición Pablo Neruda, la infancia del poeta.
Năm 2005, bà được trao tặng Huân chương Nghệ thuật và Văn hóa Pablo Neruda.
Năm 2015, Chính phủ Chile trao tặng bà Giải thưởng quốc gia về nghệ thuật tạo hình.